# Viking (Automarke)

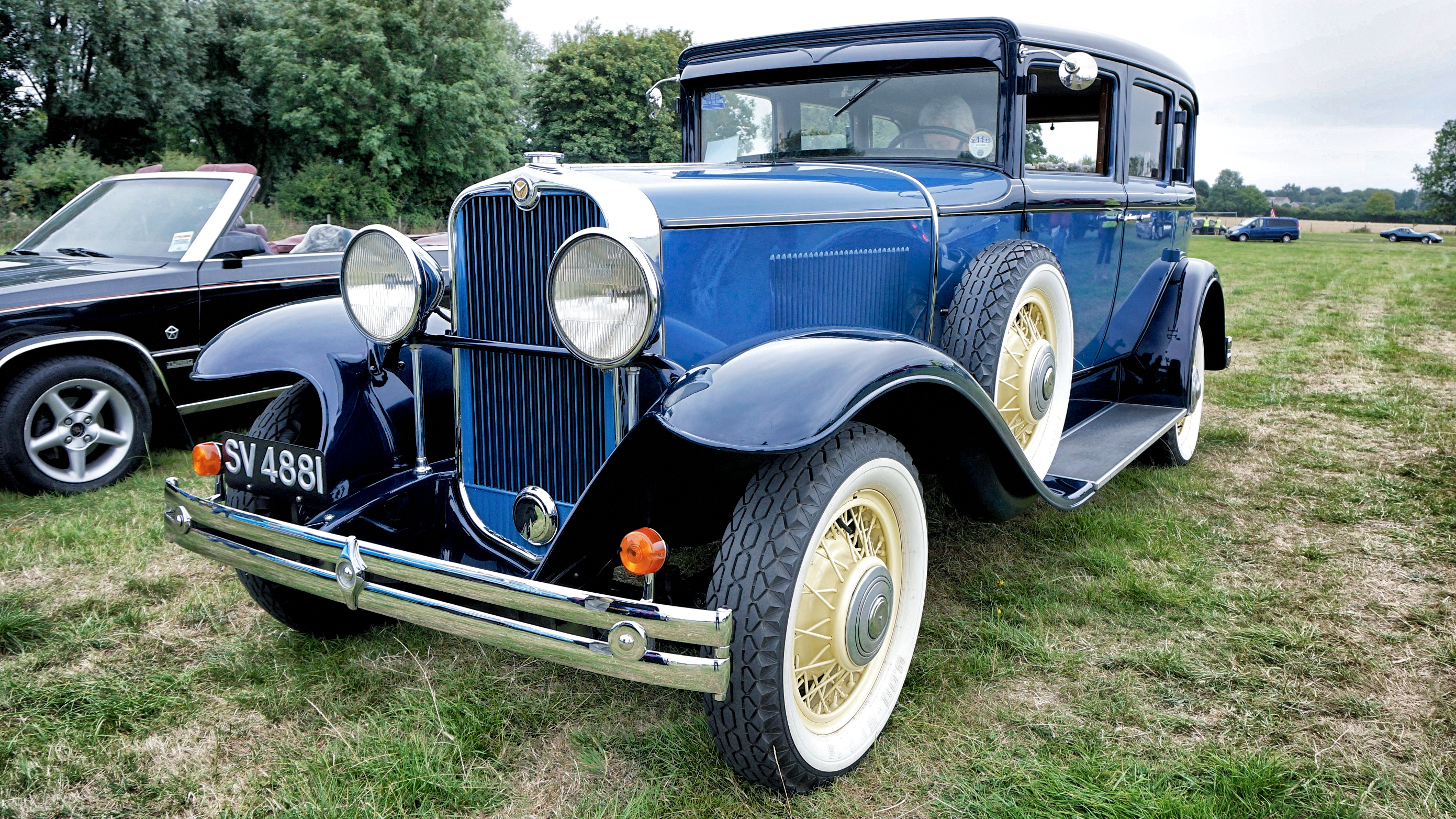
Viking Eight Sedan (1930)

Viking war eine Automarke des Herstellers General Motors. Als Sitz ist Lansing in Michigan angegeben. Bauzeit war von 1929 bis 1930.

## Hintergrund
Konzipiert wurde Viking als eine von vier Nebenmarken, mit denen die Konzernmutter versuchte, bestehende Lücken im Modellprogramm zu schließen und der Konzernphilosophie „Ein GM-Modell für jedes Marktsegment“ nachzuleben. Als erste war 1926 Pontiac eingeführt worden. Der Erfolg gab anfangs dem Konzept recht. Das besondere an diesen Nebenmarken war, dass sie nicht direkt der Konzernleitung unterstellt waren, sondern einer der bereits bei GM etablierten Marken. Im Falle von Pontiac war das der Traditionshersteller Oakland. Pontiacs erfolgreicher Start förderte diese Entwicklung, sodass auf das Modelljahr 1927 Cadillac mit dem LaSalle nachzog.
Nachdem auch bei LaSalle der Anfang gut gelungen war, brachten zwei weitere Marken Produkte mit entsprechend positiven Erwartungen auf den Weg: Buick den Marquette und Oldsmobile den Viking. Es sollte aber anders kommen. Bereits gegen Ende des Erscheinungsjahres 1929 veränderte der Börsencrash als Folge des Schwarzen Dienstags (29. Oktober) den Automobilmarkt radikal. Darunter litten alle Hersteller, am meisten aber nicht etablierte Hersteller und solche mit teureren Produkten. Auf Marquette und noch mehr auf Viking traf beides zu.

## Modelle
In mehrerer Hinsicht nahm Viking eine Sonderstellung unter den Nebenmarken ein. Technisch war dies ein neuer V8-Motor, der mit dem früheren Oldsmobile V8 von 1916 bis 1923 wenig gemein hatte: Erstmals war der Motorblock zu einem einzigen Gussstück gegossen (Monobloc), die Ventile waren liegend angeordnet. Der Wagen leistete 81 bhp (60,4 kW) und kostete ab 1595 US-$. Anders als die anderen GM-Nebenmarken lag der Viking damit preislich über der Muttermarke, eine Positionierung in der oberen Mittelklasse. Erhältlich waren gleich drei Ausstattungsstufen: Standard, DeLuxe und Special. Verwendet wurde einheitlich ein konventioneller Leiterrahmen mit einem Radstand von 3175 mm (125 in). Ab Werk waren zwei viertürige geschlossene Aufbauten: Ein Sedan und ein Close-coupled Four-Door Brougham, eine besonders luxuriöse geschlossene Variante ähnlich heutiger 4-türiger Coupés. Daneben gab es ein Convertible Coupé (Cabriolet mit zwei Sitzen und zwei Schwiegermuttersitzen anstelle des Kofferraums) erhältlich. Diese Karosserien wurden bei Fisher ausschließlich für Viking gefertigt.
Im Modelljahr 1929 konnten 4058 Viking abgesetzt werden. 1930 schlug die Krise voll durch; der Absatz brach um mehr als ein Drittel ein. Gerade noch 2813 Einheiten ließen sich verkaufen. GM zog darauf die Notbremse und stellte die Produktion des Viking wie auch des ähnlich gebeutelten Marquette auf Ende des Modelljahres 1930 ein. 353 Viking wurden noch aus vorproduzierten Teilen montiert und als Modell 1931 verkauft, sodass schließlich 7224 Exemplare gebaut worden sind.
Die Krise zwang GM, das Konzept mit den Nebenmarken aufzugeben. Die Lücken im Programm wurden durch neue Modelle der bestehenden Marken abgedeckt. Der LaSalle wurde 1940 aufgegeben, weil sich die Unterschiede zum kleinsten Cadillac immer mehr verwischten. Pontiac aber hatte in der unteren Mittelklasse einen so nachhaltigen Erfolg, dass stattdessen seine Muttergesellschaft Oakland 1931 eingestellt wurde. Pontiac bestand bis 2010.